# Le Parfait Amour (conte)
Pour les articles homonymes, voir Le Parfait Amour.
Le Parfait Amour est un Conte de fées en prose d'Henriette-Julie de Castelnau de Murat publié en janvier 1698 dans le recueil Contes de Fées pendant la grande mode du conte « à la française » qui se développe au début de la décennie 1690.  

## Personnages
Le Couple héroïque : La princesse Irolite, le prince Parcin-Parcinet.
Les Opposants : La fée Danamo, le prince Ormond.
Les Adjuvants : La fée Adorable, la gouvernante Mana.

## Argument
La laideur ignominieuse de la princesse Azire n'empêche pas sa mère, la redoutable fée Danamo, aveuglée par le pouvoir, de la destiner à l'irrésistible prince Parcin-Parcinet. Mais le jeune homme, qui aurait pu ainsi devenir souverain de trois empires, reste insensible à l'amour d'Azire, révulsé par sa laideur. 
Ses regards se portent plutôt vers le château où est emprisonnée Irolite, la nièce de Danamo. Redoutant la concurrence de sa beauté, la fée l'empêche de paraître librement dans son palais : sa fille doit d'abord trouver un époux. Danamo destine Irolite à l'effroyable et barbare prince Ormond. Lorsqu'il l'apprend, Parcin-Parcinet décide d'enlever Irolite avec la complicité de la gouvernante Mana et de sa tante la fée Favorable, qui lui envoie une bague composée de quatre métaux différents — or, argent, airain et fer — porteurs chacun d'un vœu pour le protéger de Danamo au cours de leur fuite.
Mais Parcin-Parcinet use bien légèrement du pouvoir de la bague. Le premier souhait du prince est un caprice d'amoureux : parler librement à celle qu'il aime, alors que se trouvent à ses côtés la redoutable Danamo et sa fille Azire. Les trois autres vœux sont consommés alors qu'Irolite et Parcin-Parcinet sont poursuivis par les troupes d'Ormond, tandis qu'ils s'enfuient du palais de Danamo. La première fois, la terre s'ouvre pour protéger le jeune couple qui est accueilli dans un vaste palais souterrain inondé de lumières et peuplé de gnomes affables. La deuxième fois, c'est dans un univers aquatique que plongent les amants pour échapper à leurs poursuivants. Enfin la troisième fois, ils sont introduits dans un monde de salamandres où règne le feu. Une fois les quatre souhaits épuisés, Irolite et Parcin-Parcinet se trouvent à nouveau dans la plaine où les attendent Ormond et ses hommes de main. Désormais vulnérables et malgré la proximité du hâvre protecteur qu'ils cherchaient à rejoindre, ils sont arrêtés et livrés au joug de Danamo qui les emprisonne séparément pour les punir.
Mais la malédiction de la fée ne s'arrête pas là : elle confectionne deux lampes qui, lorsqu'elles sont allumées, détruisent la santé des amants emprisonnés. Puis elle éveille la jalousie dans leurs cœurs, en faisant croire à Parcin-Parcinet qu'Irolite s'est mariée et vit le parfait amour avec Ormond, tandis qu'Irolite est convaincue que Parcin-Parcinet,devenu volage, se destine désormais à Azire.
C'est alors qu'intervint in extremis la fée Favorable. Elle-même jadis n'avait pu résister aux charmes d'un jeune prince de sa cour. Ainsi, touchée de compassion pour les malheurs de ses anciens protégés, elle pardonne à Parcin-Parcinet l'usage irréfléchi qu'il a fait de sa bague et délivre les deux tourtereaux, leur promettant une vie longue et heureuse. Ils ne tardent pas à célébrer leur mariage, tandis que Danamo, vaincue, se suicide.     

## Brève analyse du conte

### Un conte privilégiant la veine romanesque
« Le Parfait Amour » reprend le schéma assez classique de l'héroïne enfermée par une marâtre jalouse, puis délivrée par son amant. Cependant, on n'y retrouve pas les fameuses épreuves subies par la jeune fille, habituellement évoquées dans la plupart des contes de ce type. 
Le récit de Madame de Murat se distingue sur ce point du conte Gracieuse et Percinet de Marie-Catherine d'Aulnoy. Les situations initiales des deux contes sont similaires, et les jeunes princes portent même des noms qui se font écho : Percinet devenant Parcin-Parcinet chez la Comtesse de Murat. Toutefois, l'histoire de Madame d'Aulnoy se rattache de manière évidente au mythe de Psyché apparu dans l'Âne d'or d'Apulée. Or, c'est plutôt la veine romanesque qu'a choisi Madame de Murat pour son intrigue où s'accumulent tendres discours, lettres, enlèvements, batailles et emprisonnements.

### Le «Parfait Amour»?
Le titre du premier conte de la Comtesse de Murat n'est ni le nom d'un personnage ni celui d'un lieu enchanté mais une expression indiquant le thème central du récit. Un tel titre implique une certaine vision de l'amour, qui hérite de la tradition précieuse. Le « parfait amour » ne pourrait-il exister que dans l'espace et le temps de la féerie ?
Les deux fées Danamo et Favorable, malgré leur antagonisme, possèdent un point commun : une certaine incompétence en amour. Danamo étant définitivement invincible, il faudra attendre la fin du récit pour voir la « conversion » amoureuse de Favorable, cédant enfin aux assauts galants d'Amour. L'amour n'est donc pas une qualité innée chez les fées. 
De même, à la fin, la fée Favorable ne peut faire don de l'amour au couple héroïque : « elle les doua d'une longue vie et d'un bonheur constant ; mais pour leur tendresse, elle ne trouva rien à y rajouter. » L'amour n'est donc pas un don des fées, il est au-delà de leur pouvoir. Le « parfait amour », même s'il se déploie dans un cadre merveilleux, ne s'identifie pas au féerique.

### La variété du merveilleux
Un des rôles du merveilleux chez Henriette-Julie de Castelnau de Murat est d'intégrer toutes sortes d'éléments de la littérature et de l'actualité, non seulement pour faire sortir le texte de la tradition folklorique des contes de nourrice, mais aussi pour évoquer d'une façon originale le Grand Siècle et les transformations qu'il a engendrées. 
Dans « Le Parfait Amour », on observe en particulier l'évocation de gnomes, ondins, salamandres et sylphes, toute une matière merveilleuse qui n'est en réalité que le résiduel des théories cabalistiques vulgarisées par Nicolas-Pierre-Henri de Montfaucon de Villars dans Le Comte de Gabalis ou Entretiens sur les sciences secrètes (1670). Ainsi, en offrant au prince Parcin-Parcinet une bague magique qui doit préserver le couple des exactions de Danamo, la fée Favorable lui donne accès au monde élémentaire, puisque la bague est composée de quatre métaux précieux associés chacun à une classe particulière intervenant pour protéger les amants. 
Plus tardivement dans le récit, Madame de Murat a recours à un merveilleux de salon puisqu'elle fait appel à des lampes magiques : une lampe de cristal qui affaiblit la santé de la princesse Irolite, une lampe d'or qui altère celle de Parcin-Parcinet.

## Œuvre en ligne
- « Contes de fées »(Archive.org • Wikiwix • Archive.is • Google • Que faire ?), Paris, Claude Barbin, 1698.